# My Country
Моја домовина (Мy country) је југословенски кратки филм из 1997 године по сценарију и у режији Милоша Радовића.

## Улоге
| Глумац           | Улога |
| ---------------- | ----- |
| Богдан Диклић    |       |
| Никола Пејаковић |       |
| Мира Бањац       |       |
| Богдан Диклић    |       |
| Лазар Ристовски  |       |